# Louis Staffel
Louis Staffel (* 12. Juni 1866 in Witzenhausen; † 18. April 1921 ebenda) war ein deutscher Unternehmer und Abgeordneter des Kurhessischen Kommunallandtages des preußischen Regierungsbezirks Kassel.

## Leben
Louis Staffel wurde als Sohn des Papierfabrikanten Louis Staffel und dessen Ehefrau Wilhelmine Sälzer geboren. Als Siebzehnjähriger trat er zusammen mit seinen beiden älteren Brüdern in die elterliche Papierfabrik in Witzenhausen ein. Sie bauten das Unternehmen aus und gründeten 1892 in Kassel eine Papiergroßhandlung. Eine weitere Papierfabrik in Oberschmitten bei Nidda stand bis 1894 unter ihrer Leitung. 1904 wurde die „Peschelmühle“ nahe Dresden erworben. Sie diente zur Herstellung des Hadernhalbstoffs.
Von 1883 bis 1885 hatte Louis einen Sitz im Kurhessischen Kommunallandtag des Regierungsbezirks Kassel. In diesem Gremium war er ein Vertreter der höchstbesteuerten Grundbesitzer und Gewerbetreibenden im Landkreis Witzenhausen.

## Sonstiges
Louis gründete einen Bau- und Sparverein und baute in Witzenhausen und Umgebung zahlreiche Wohnungen für seine Arbeiter und Angestellten.